# Хэбуру
Хэбуру́ (Пуру́) — в корейской мифологии и согласно записям «Хвандан Коги» правитель древнего Чосона, первого корейского государства. По легенде являлся сыном Тангуна Вангома, основателя древнего Чосона. Составитель хроники «Самгук Юса» толкует его имя как «родить мальчика».

## Миф о Пуру
Есть несколько различных версий мифа о Хэбуру. Сын Тангуна и дочери бога, он основал государство Северное Пуё и правил там. Когда китайский император Юй собирал князей, Тангун отправил к нему Хэбуру как владыку Пуё. Через некоторое время министру Аранбулю приснился повелитель небес и наказал ему передать Хэбуру, чтобы тот переселился на берег Японского моря. Хэбуру последовал приказу, поехал на восток и основал там Восточное Пуё.
По легенде во время смерти Пуру солнце перестало светить на несколько часов как бы оплакивая его уход. Наследником Хэбуру стал Кымва («золотой лягушонок»). По легенде Хэбуру нашёл сына под камнем, источавшем слёзы, возле озера Конён. Ребёнок был похож на лягушонка, а его кожа отливала золотом.